# Vlag van Noorder-Koggenland

Vlag van de gemeente Noorder-Koggenland
(1980-2007)

De vlag van Noorder-Koggenland is op 1 september 1980 vastgesteld als de gemeentelijke vlag van de in 1979 opgerichte Noord-Hollandse gemeente Noorder-Koggenland. De vlag kan als volgt worden beschreven:
Gegeerd van tien stukken: blauw - geel - blauw - wit - blauw- geel - blauw - wit - blauw - geel, rond een punt op 1/3 van de vlaglengte; de eerst beschreven geer bevindt zich in het midden van de hijszijde; de hoogte-lengteverhouding van de vlag is gelijk aan 2:3.
De kleuren van de vlag zijn ontleend aan het gemeentewapen, maar zijn voorgeschreven als PMS-kleurcodes Blauw: 300U of C, geel: process yellow; wit: opaque. In de geren kan men de letter K zien. Het ontwerp was van de gemeente.
Het gemeentelijk dundoek bleef tot 1 januari 2007 in gebruik, op die dag is de gemeente opgegaan in de gemeente Medemblik.

## Verwante afbeelding

Wapen van Noorder-Koggenland
Vlag van Koggenland

Akersloot
· Andijk
· Anna Paulowna 
· Assendelft 
· Beemster 
· Bennebroek 
· Blokker 
· Broek in Waterland 
· Bussum 
· Callantsoog 
· Edam 
· Egmond 
· Egmond aan Zee 
· Egmond-Binnen 
· Graft-De Rijp 
· 's-Graveland 
· Haarlemmerliede en Spaarnwoude 
· Harenkarspel 
· Heerhugowaard 
· Hensbroek 
· Hoogwoud 
· Ilpendam 
· Jisp 
· Krommenie 
· Langedijk 
· Limmen 
· Marken 
· Midwoud 
· Monnickendam 
· Muiden 
· Naarden 
· Nederhorst den Berg 
· Nibbixwoud 
· Niedorp 
· Noorder-Koggenland 
· Obdam 
· Opperdoes 
· Schermer 
· Schermerhorn 
· Schoorl 
· Sint Maarten 
· Terschelling 
· Terschelling en Vlieland 
· Twisk 
· Venhuizen 
· Vlieland 
· Warmenhuizen
· Weesp
· Wervershoof 
· Wester-Koggenland 
· Westwoud 
· Westzaan 
· Wieringen 
· Wieringermeer 
· Wijdewormer 
· Wognum 
· Wormer 
· Wormerveer 
· Zaandam 
· Zaandijk 
· Zeevang 
· Zijpe